# Sascha Kösch
Sascha Kösch (* 1965 bei Köln) ist ein deutscher Musikjournalist und DJ. Er war Mitbegründer der Zeitschrift De:Bug. Als DJ Bleed ist er im Bereich der elektronischen Musik tätig.

## Leben
Kösch war Mitbegründer, -herausgeber und Geschäftsführer der Zeitschrift De:Bug. Zuvor und daneben schrieb er für Frontpage, Spex, Telepolis, House Attack, Jungle World und andere Publikationen. Zudem veröffentlichte er Texte in mehreren Anthologien. 1989 gründete er zusammen mit Riley Reinhold (DJ Triple R) das Soundsystem Cosmic Orgasm, das bis 1995 existierte. Er wurde mehrfach vom Goethe-Institut beauftragt, als DJ die deutsche elektronische Musikkultur im Ausland zu repräsentieren. Kösch lebt in Berlin.

## Veröffentlichungen (Auswahl)
- Jochen Bonz (Hrsg.): Sound Signatures. Pop-Splitter. Edition Suhrkamp, Frankfurt am Main 2001, ISBN 3-518-12197-9.[1]
- Philipp Anz, Patrick Walder (Hrsg.): Techno. Rowohlt Verlag 1999, ISBN 3-499-60817-0